# Smidjegrav Arena
Smidjegrav Arena (1967-2004: Mora ishall, 2004-2015: FM Mattsson Arena) est une patinoire de hockey sur glace située dans la commune de Mora en Suède.

## Présentation
La patinoire a une capacité de 4 500 places et accueille en temps normal les matchs du Mora IK de l'Elitserien (première division suédoise). La patinoire fut construite en 1967.
Du 26 décembre 2006 au 5 janvier 2007 avec la patinoire Ejendals Arena (Leksand), la patinoire a accueilli le championnat du monde junior de hockey 2007.